# Acer morrisonense
Acer morrisonense é uma espécie de árvore do gênero Acer, pertencente à família Aceraceae.